# Luk Martens

## Biografie
Luk Martens startte zijn carrière als ontwerper. Hij ontwierp onder andere tapijtdessins, prints voor kindertshirts, catalogi, website banners en folders. Hij illustreerde schoolboeken en was hij werkzaam al DTP operator bij enkele drukkerijen. Zijn eerste strip, Fretalop, maakte hij in 2014. De gemeente Temse had iedereen uitgenodigd om een fragment uit te tekenen uit het verhaal Fretalop de draak die het middeleeuwse Temse teisterde. Een verhaaltje dat in de jaren ‘30 van de 20e eeuw werd geschreven door Maurice Pauwaerts. Na zijn deelname ontstond bij hem het verlangen om een stripboek in zijn eigen stijl te maken over Fretalop. Het boekje van 20 pagina's werd uitgebracht met hulp van de Culturele vereniging Spirit uit Temse.
Tekenstijlen die hem erg aanspreken zijn de Franco-Belgische strip stijl en de Atoomstijl. Was zijn eerste strip alleen getekend door hem, vanaf dan neemt hij alles voor zijn rekening: scenario, schetsen, inkten en inkleuring.

## Opleiding
- 1984-1987: plastische kunsten aan Sint-Lucasschool (Gent)
- 1987-1991: Functionele grafiek aan Sint-Lucasschool (Gent)
- 1991-1993: Toegepaste grafiek aan Koninklijke Academie voor Schone Kunsten van Gent[2]

## Werken (selectie)
- 2005: ontwerp ‘Octopus-paal’ die in Belgische en Nederlandse gemeenten in schoolomgevingen geplaatst zijn
- 2008-2016 - ontwerp van prints voor kinder t-shirts bij modemerk I AM te Eksaarde
- 2019-2022 - het illustreren van schoolboeken, voornamelijk voor het vak geschiedenis

### Strips
- 2014 - Fretalop, De draak die het middeleeuwse Temse teisterde - Tekeningen
- 2017 - Verminkte Vleugels, over de lokale Temsese oorlogshelden de Gebroeders Van Raemdonck die tijdens de eerste wereldoorlog sneuvelden -  Scenario, tekeningen, nawoord [3]
- 2019 - Meisjes van papier, een verzameling bewerkingen van bestaande Belgische en Nederlandse stripheldinnen - Tekeningen
- 2020 - Stripzussen, Martens eigen bewerkingen van bestaande striphelden waar een vrouwelijke versie  van is gemaakt - Tekeningen
- 2020 - Het relaas over de vlucht en de wonderen van de heilige Amelberga, een semi-religieuze/historische strip gebaseerd op de legende over Amelberga, de patroonheilige van Temse - Scenario, tekeningen[4]
- 2021 - 2023 - Deeria, semi historisch-mythologische en erotische satire over Deeria, een bastaardkind van de Oudnoorse oppergoden Odin en Frigg, 3 delen, later uitgebracht als integrale - Scenario, tekeningen
- 2023 - Anno 1100, gagstrip over de middeleeuwen - Scenario, tekeningen
- 2023 - Loesje, gagstrip op smartphone-formaat - Scenario, tekeningen
- 2025 - Hard Zwart: Een striproman in film noir-stijl. Een misdaadverhaal. - Scenario, tekeningen [5]

## Prijzen
- 2021 - de Gabriël-prijs, voor de beste religieuze strip van het jaar: Het relaas over de vlucht en de wonderen van de heilige Amelberga. 2021 luxe editie, 2025 softcover versie[6]

## Galerij

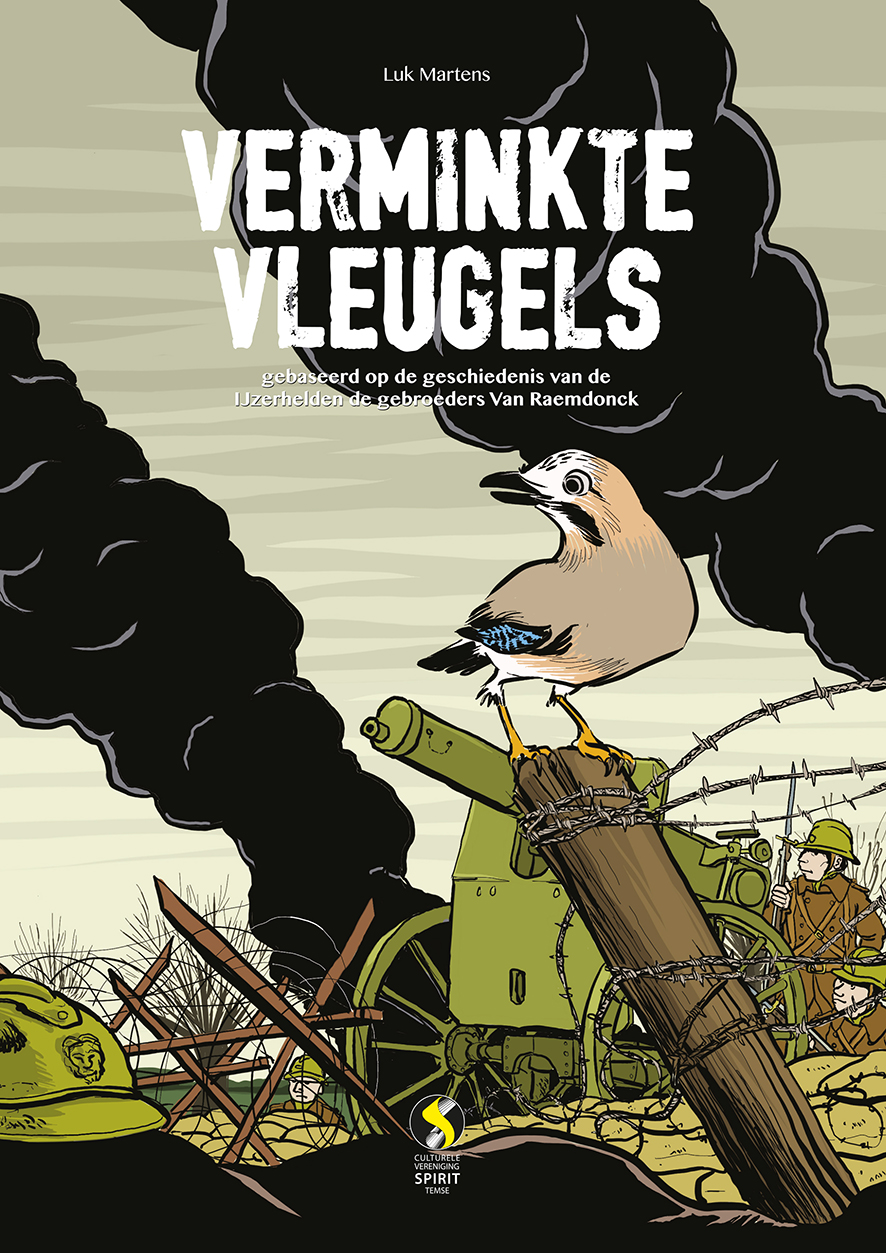
Verminkte Vleugels
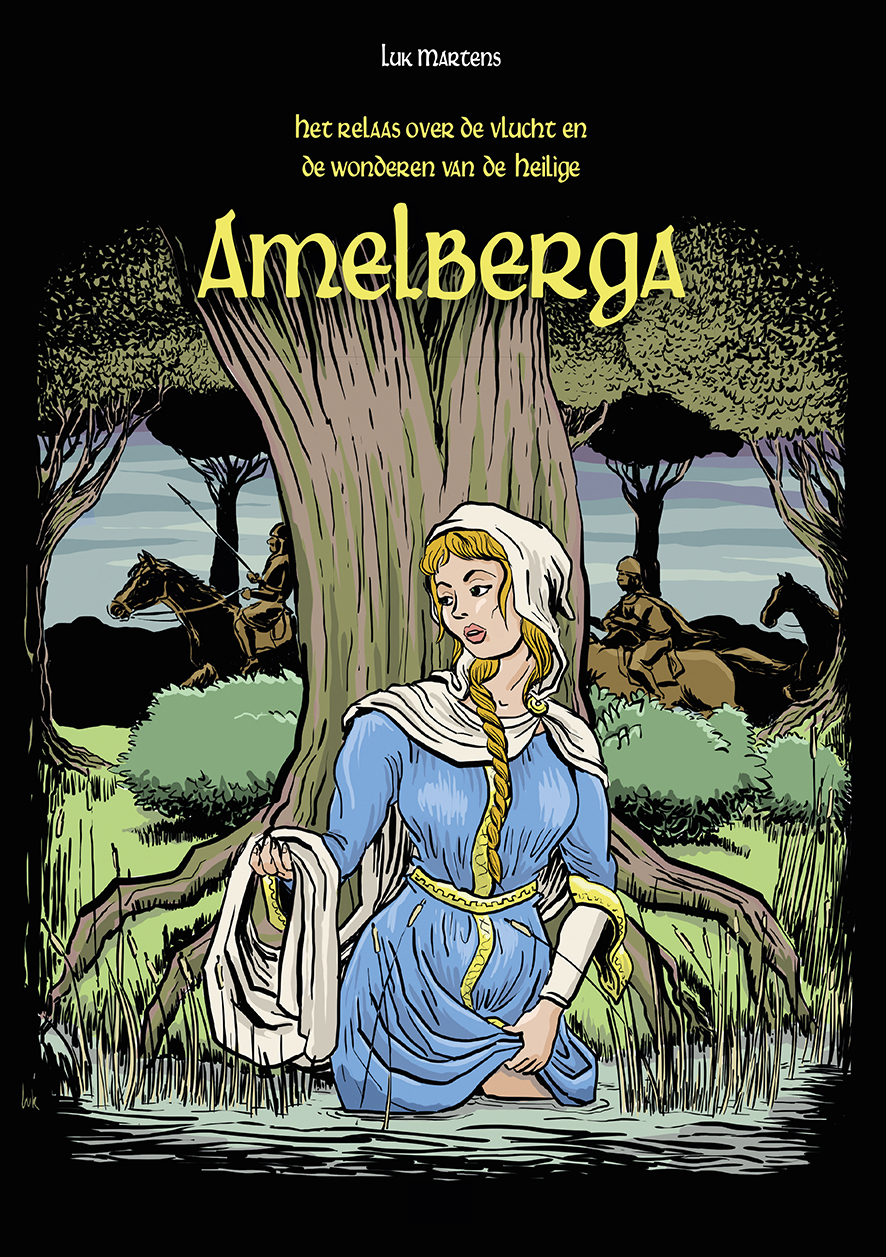
Amelberga
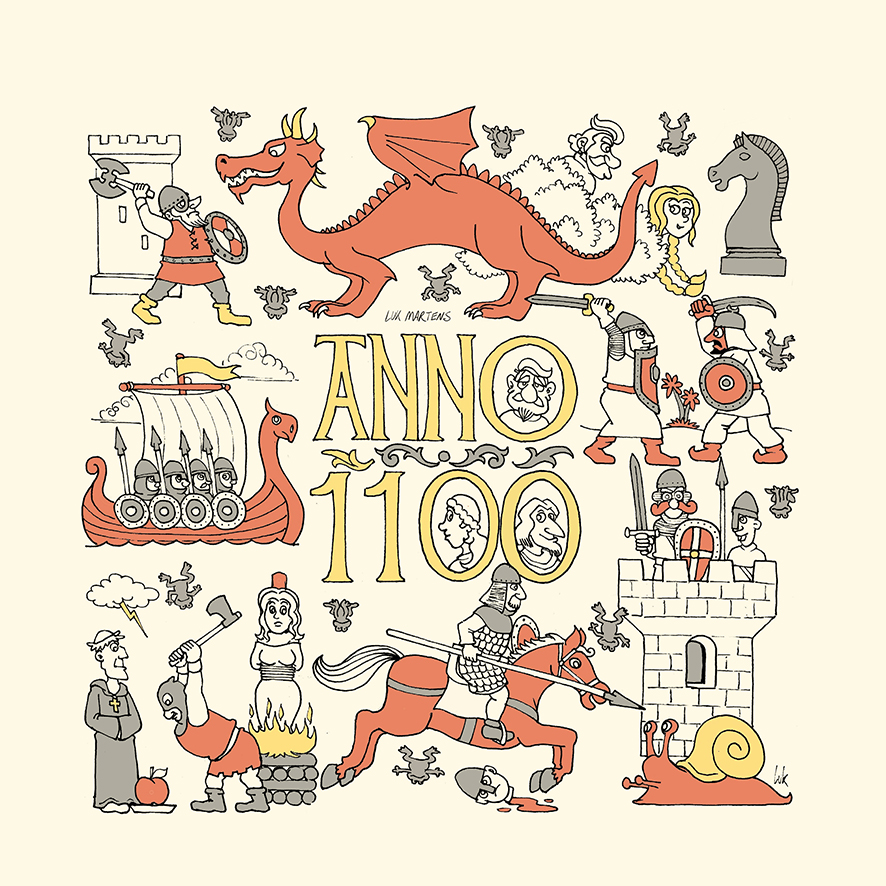
Anno 1100
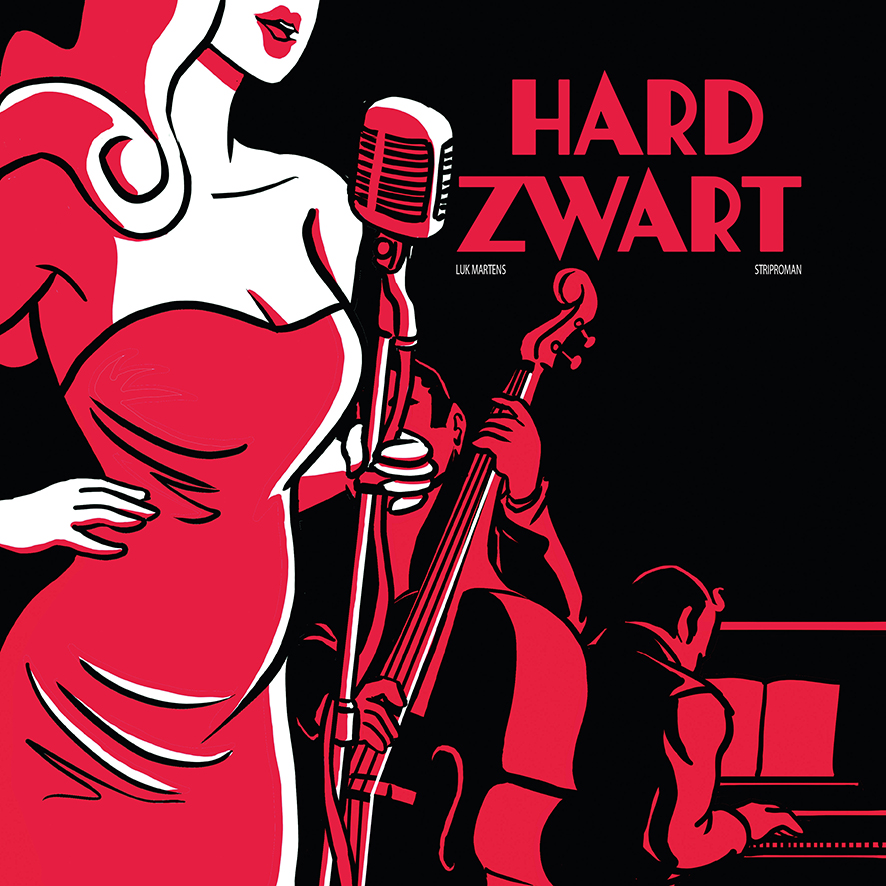
Hard Zwart
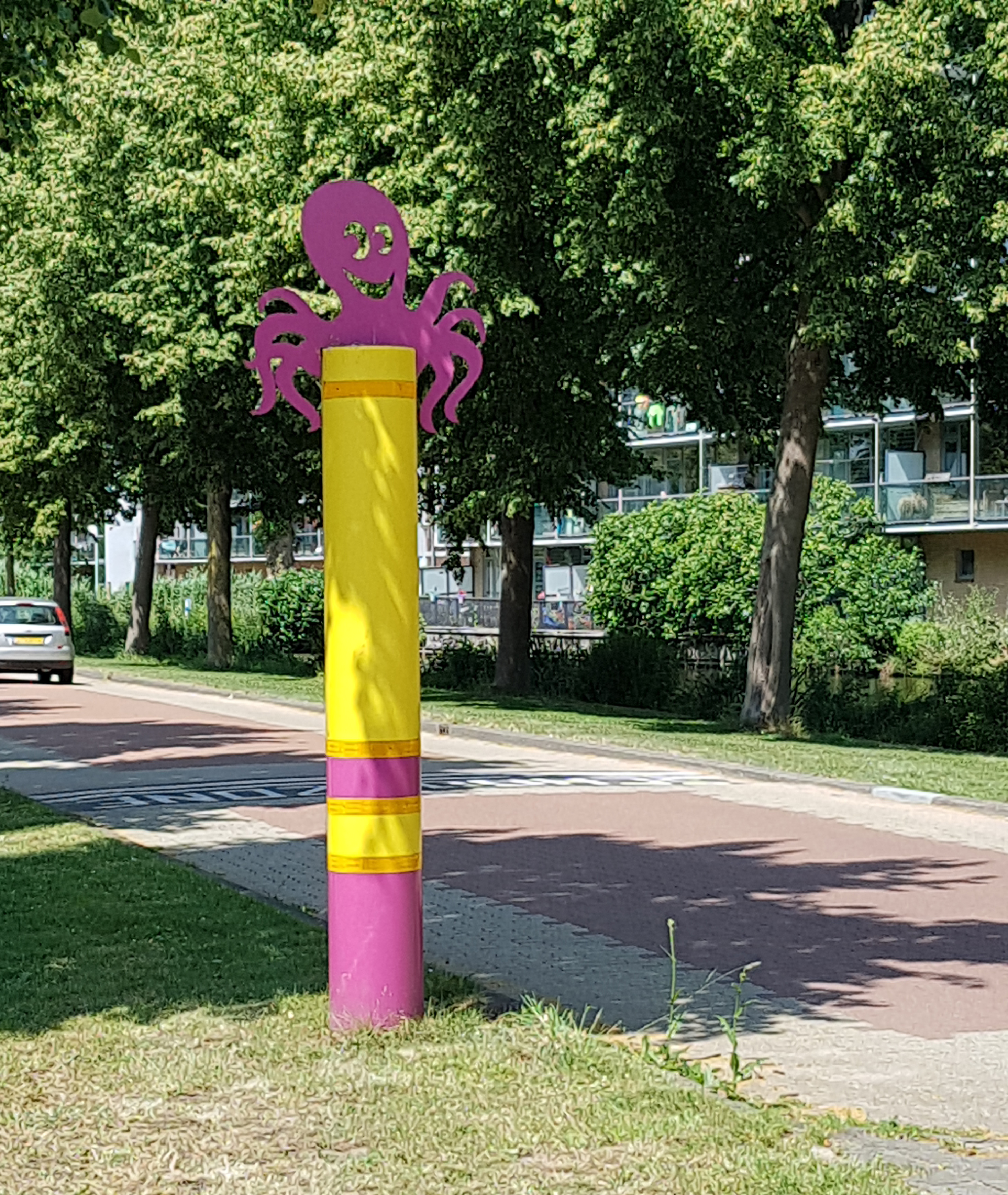
Octopuspaal